# Székelyföld turisztikai látnivalóinak listája

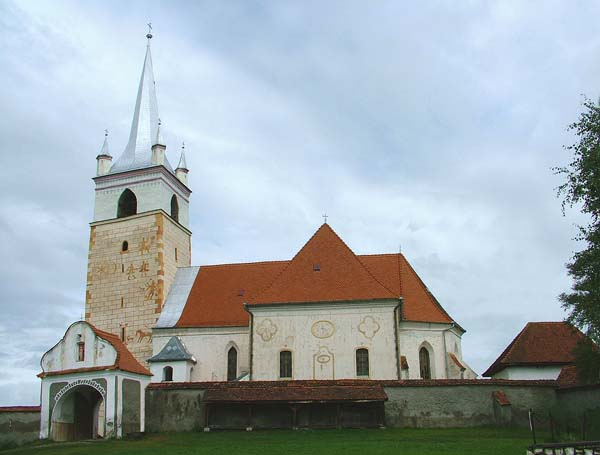
A csíkrákosi római katolikus vártemplom

Ez a lista Székelyföld ismert turisztikai látnivalóit tartalmazza (műemlékek, természeti értékek, programok). A múzeumokat, kiállítóhelyeket, tájházakat a Székelyföldi múzeumok listája tartalmazza.

## Bardóc-Miklósvárszék
Barót
- katolikus erődtemplom

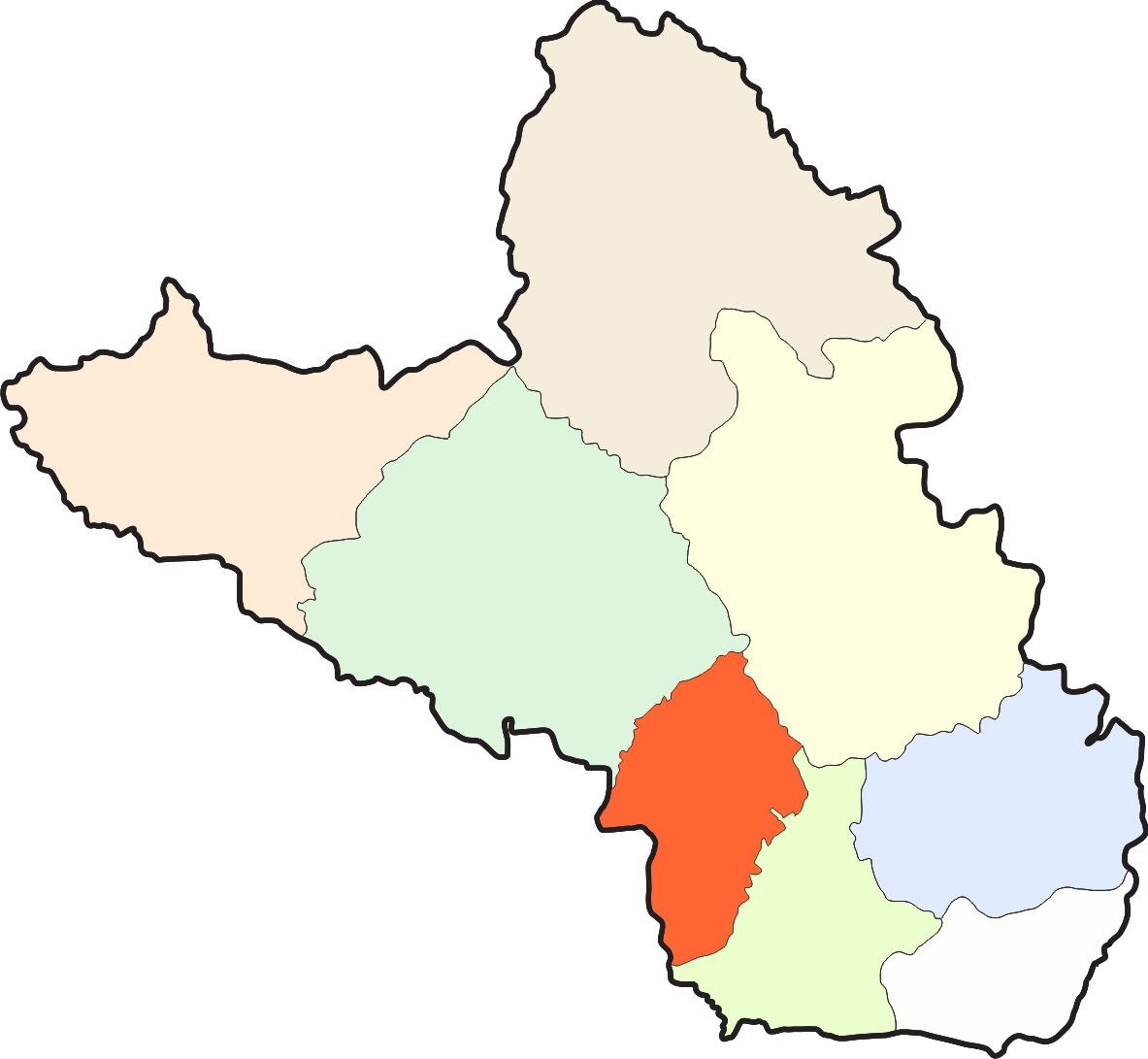
Bardóc-Miklósvárszék

- a Baróti Szabó Dávid Középiskola udvarán az erdővidékiek kopjafás emlékparkja

Események, rendezvények:
- minden május utolsó hétvégéjén Barót-napok kirakodó vásárral, néptáncfesztivállal, koncertekkel

Bibarcfalva
- gótikus református templom 15. századi freskókkal

Erdőfüle
- kopjafás temető

Kisbacon
- Erdővidék utolsó működő vízimalma
- Benedek Elek sírja és emlékháza

Nagyajta
- unitárius templomerőd
- Moyses Márton mártír költő szülőháza emléktáblával

Vargyas
- reneszánsz stílusú Dániel-kastély
- népi lakóházak
- számos fafaragócsalád házában népi bútorkiállítás és faragóműhely
- kopjafás temető

## Csíkszék
Csíkszereda
- Mikó-vár

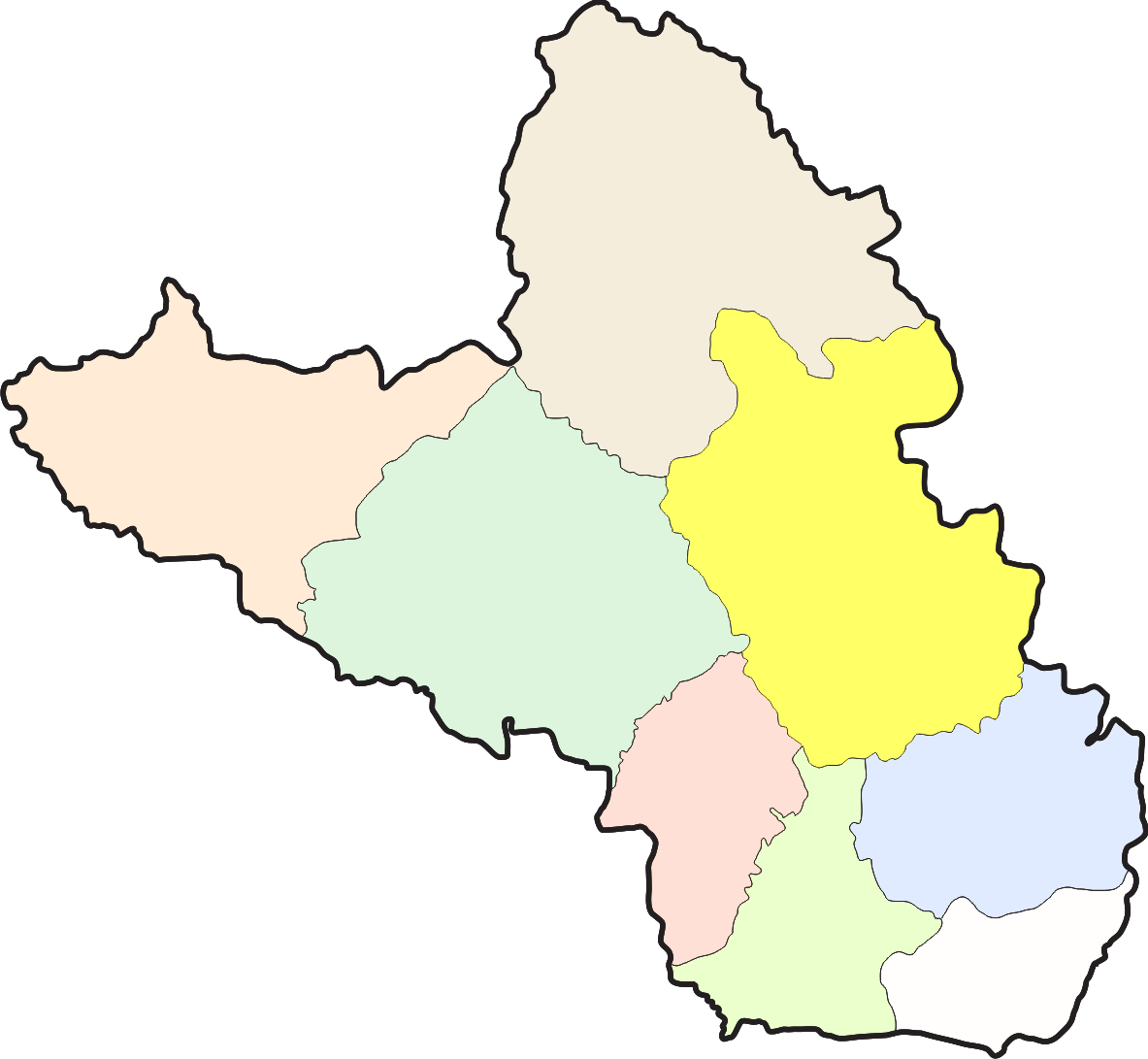
Csíkszék

- Márton Áron Gimnázium szecessziós épülete
- új katolikus plébániatemplom (Makovecz Imre tervezte)
- Csíksomlyói kegytemplom és kolostor: a Szűz Máriát („Napba öltözött asszony”) a kis Jézussal ábrázoló, fából faragott, 1510 körül készült reneszánsz szobor a világ legnagyobb kegyszobra, a Mária-zarándoklatok központja
- Domokos Pál Péter szobra
- Csíksomlyói naptárkő, a pogány kori ősvallás megőrzött emléke

Események, rendezvények:
- csíksomlyói búcsú
- Ezer Székely Leány találkozót

Gyimesfelsőlok
- Árpád-házi Szent Erzsébet Gimnázium (csángó gimnázium)

Gyimesközéplok
- minden év júliusának utolsó hetében itt rendezik meg a híres Gyimesi Tánctábort

Gyimesbükk
- a Rákóczi-vár romjai
- az ezeréves határátkelő maradványai, egykori vámház és határkő
- 2008 óta pünkösd vasárnapi zarándokhely

Madéfalva
- a madéfalvi veszedelem emlékműve

Nyerges-tető
- az 1848–49-es forradalom és szabadságharc egyik utolsó székelyföldi színhelye
- emlékoszlop a csata helyszínén
- az emlékművel átellenben, az erdő szélén elhelyezkedő területre, tömegsírba hantolták el az ütközet áldozatait, akiknek emlékét többek közt számtalan kisebb-nagyobb fa- és vaskereszt, valamint sok kopjafa őrzi

Középkori erődtemplomok
- Csíkkarcfalvi római katolikus vártemplom
- Csíkrákosi római katolikus vártemplom
- Csíkszentgyörgyi római katolikus vártemplom
- Csíkszentmihályi római katolikus vártemplom
- Csíkszentmiklósi római katolikus vártemplom

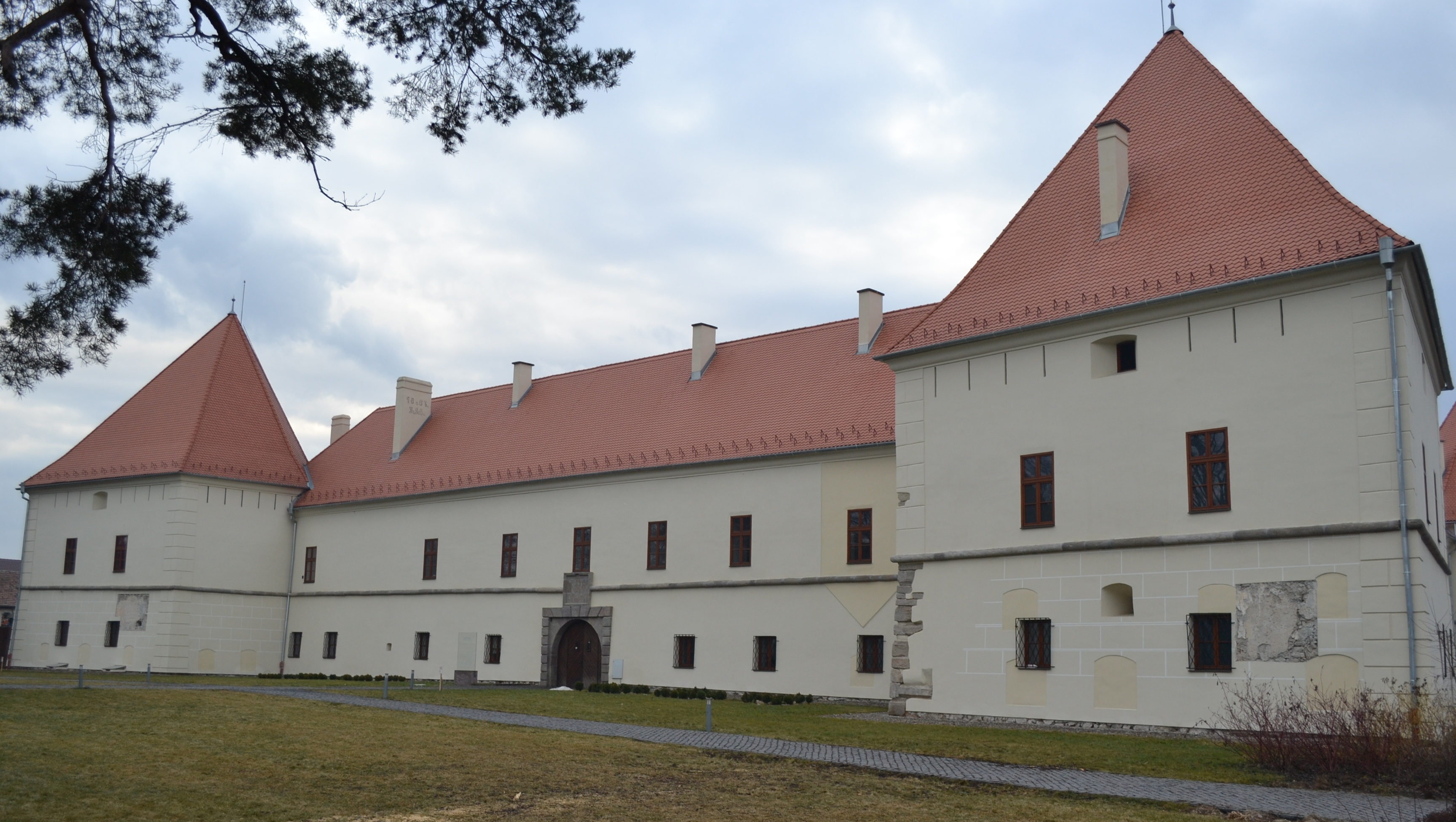
A Mikó-vár
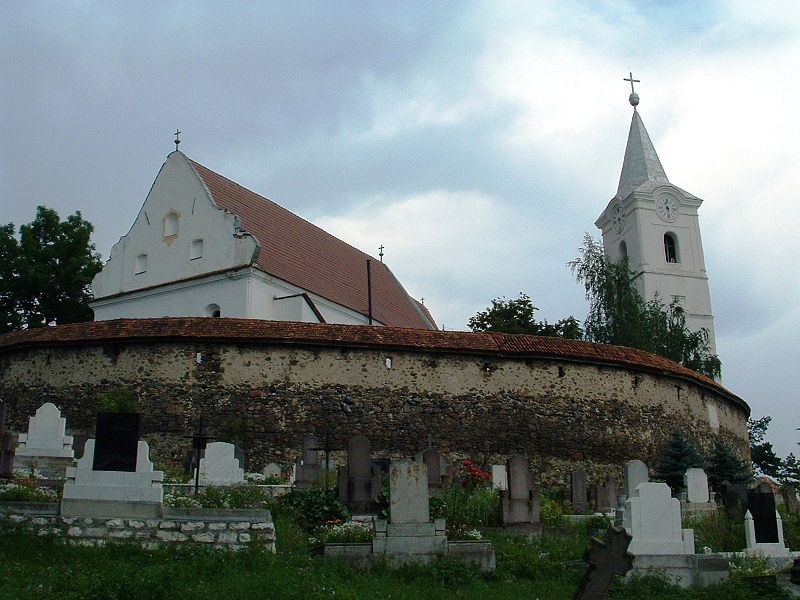
Csíkkarcfalvi római katolikus vártemplom
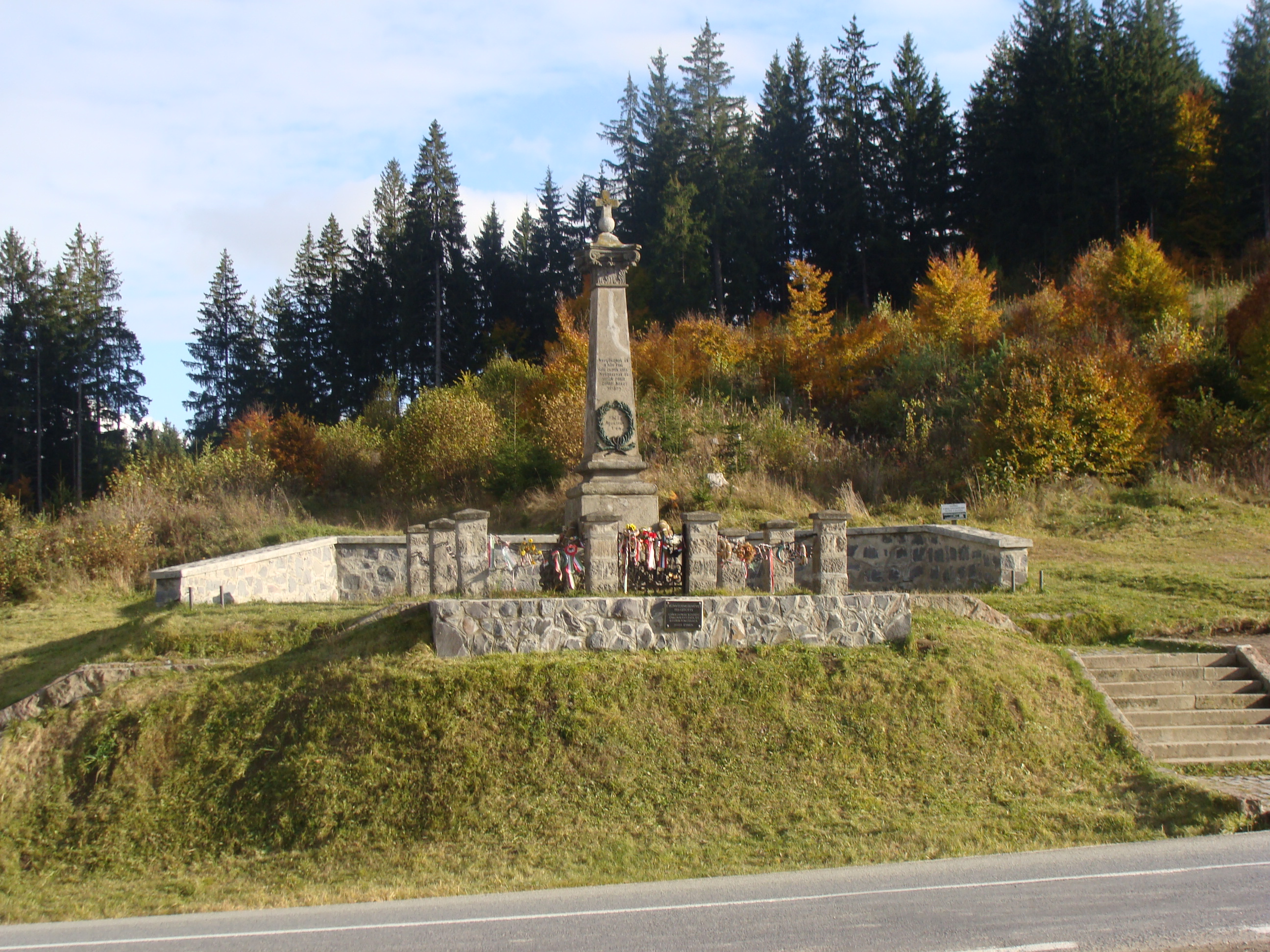
A nyergestetői ütközet emlékműve 2010 októberében
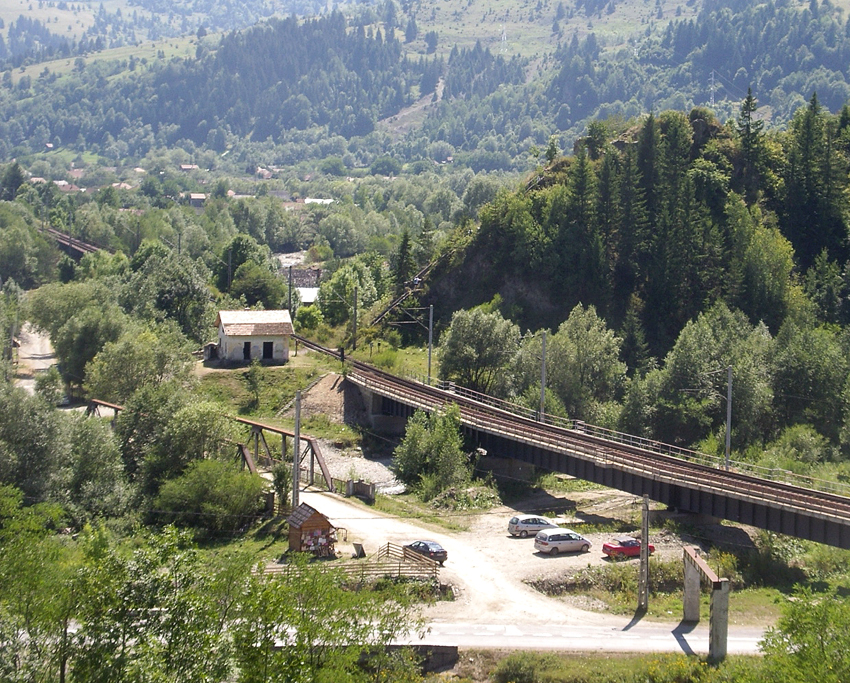
A Gyimesi-szoros a Rákóczi-várral
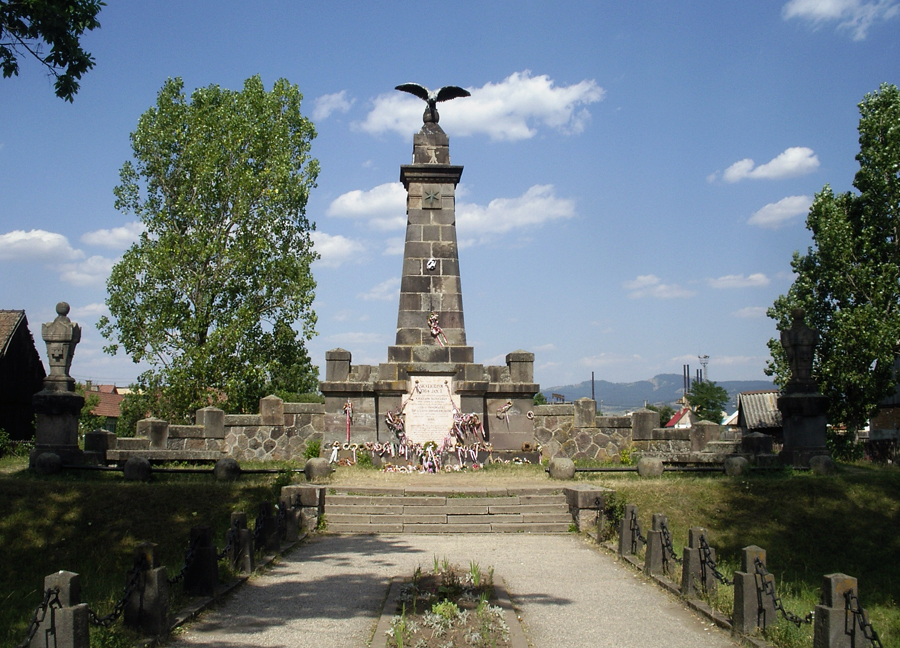
A madéfalvi veszedelem emlékműve, Köllő Miklós szobrával
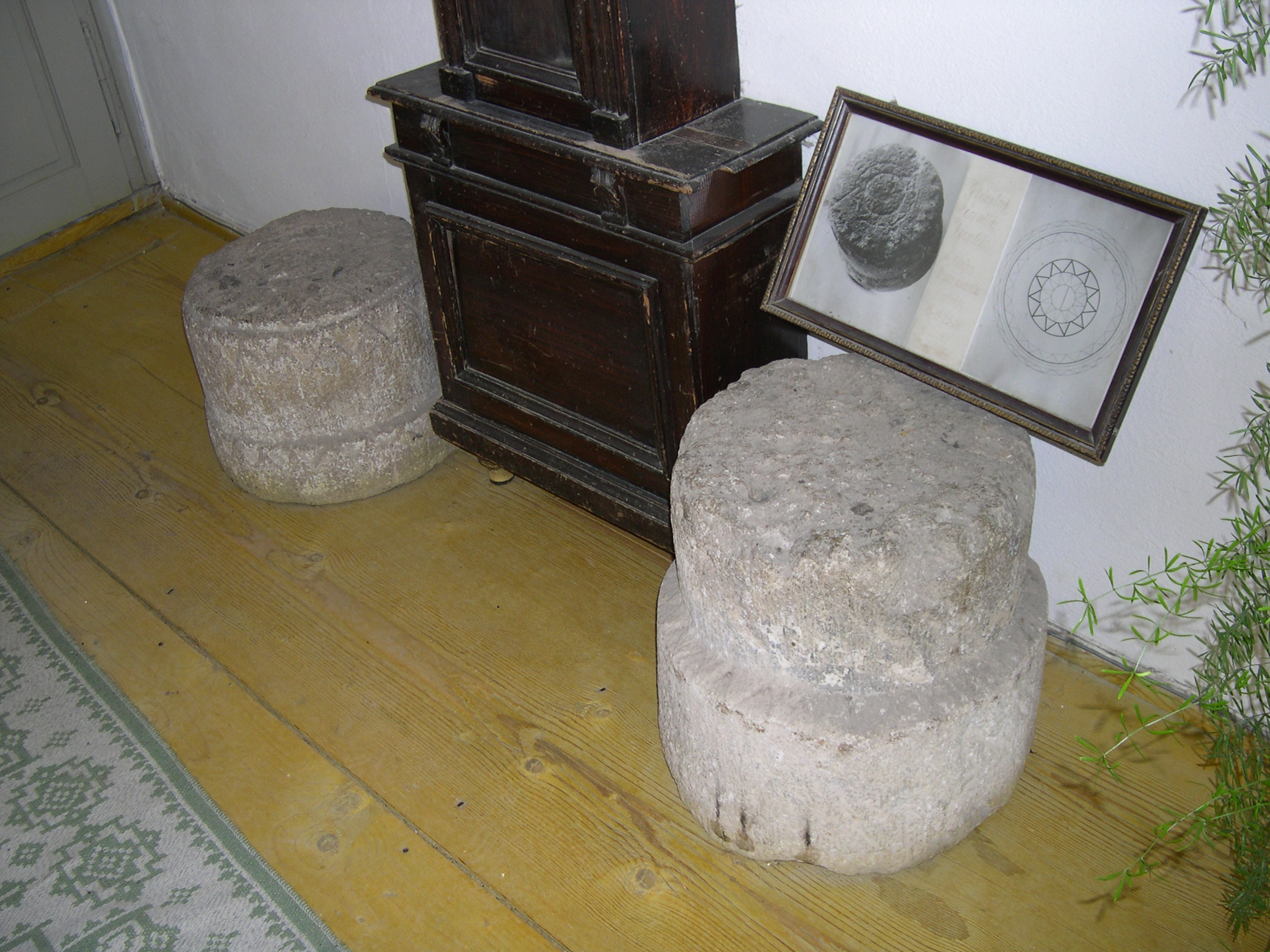
A csíksomlyói naptárkövek kiállítva (két darabban)

## Gyergyószék
Gyergyószentmiklós

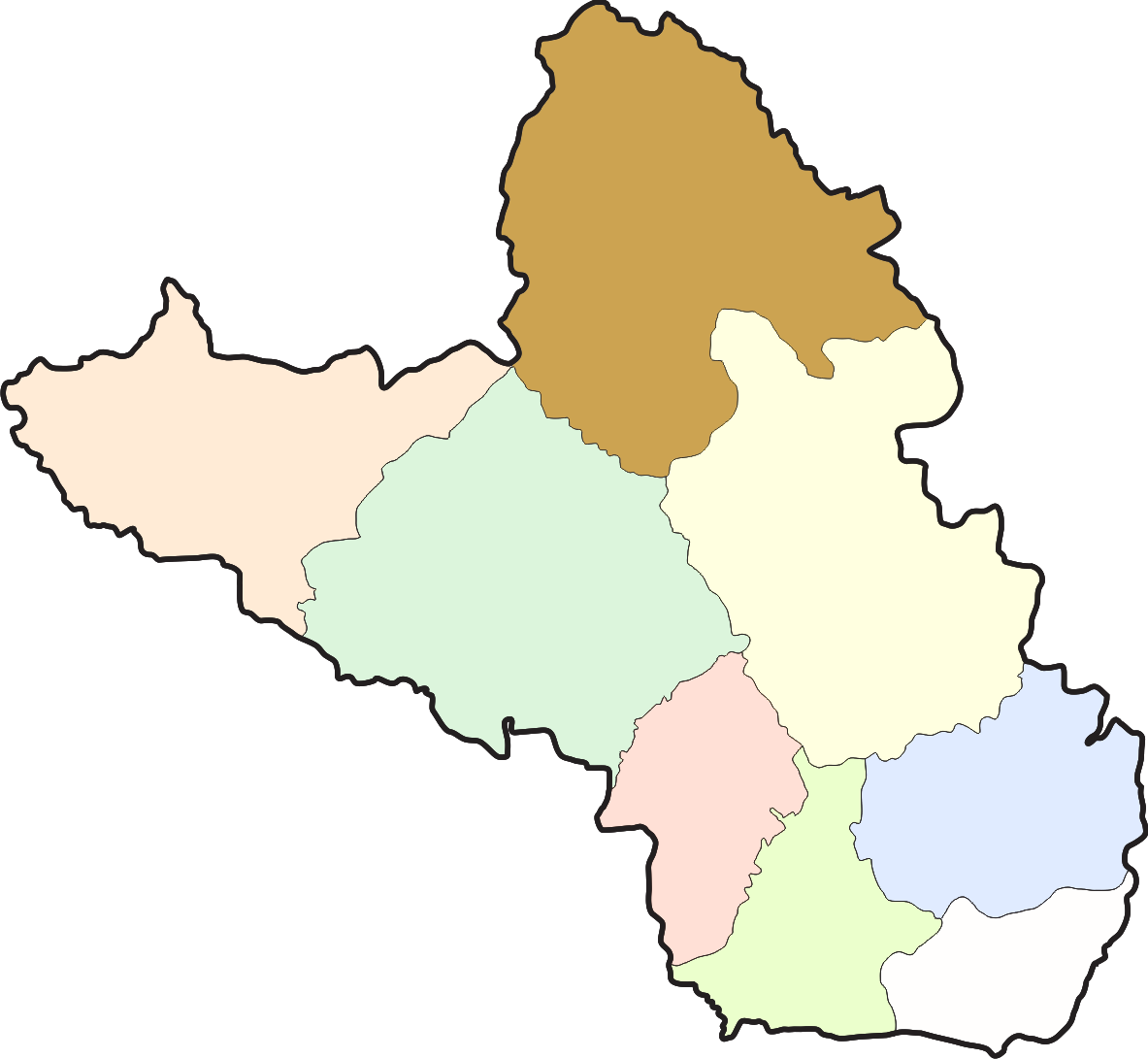
Gyergyószék

- Gyilkos-tó és Gyilkostó üdülőtelepülés, valamint a környék hegyei
- barokk főtér
- Gyergyószentmiklósi római katolikus templom
- Gyergyószentmiklósi örmény katolikus templom
- Salamon Ernő Gimnázium

Gyergyószárhegy
- Lázár-kastély – a 16. századi reneszánsz kastélyban töltötte gyermekkorát Bethlen Gábor erdélyi fejedelem, a tanácsteremben színes korondi cserépkályhák
- Szárhegyi ferences kolostor, és a hozzá vezető út menti szoborpark
- Gyergyószárhegyi római katolikus templom
- Gyergyószárhegyi Tatárdomb
- Kájoni János szobra

Ditró
- Jézus Szent Szíve templom, Románia 5. legmagasabb temploma
- Szent Katalin-templom

## Kézdiszék
Kézdivásárhely
- a város főtere
- Gábor Áron szobra
- Márton Áron püspök szobra
- az egykori ágyúöntöde háza

Bereck
- Gábor Áron szülőháza és szobra
- Bem-Petőfi-ház

Kézdiszentlélek

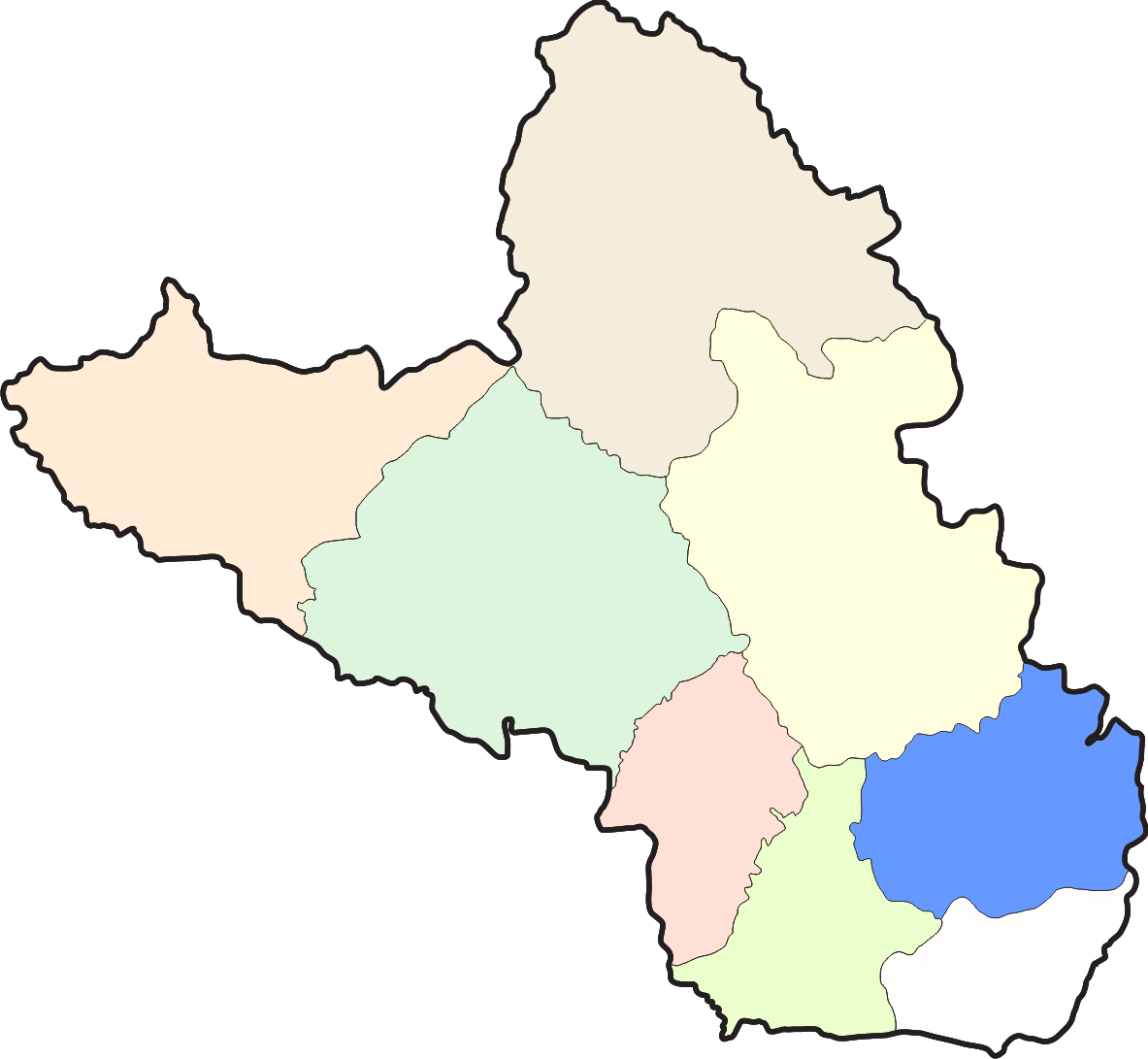
Kézdiszék

- Kézdiszentléleki római katolikus templom
- a Perkő hegyen Szent István-kápolna – itt tartják minden év augusztus 20-án a Szent István-napi búcsút

Torja
- Apor-kastély
- 17. századi harangtorony
- emlékpark Apor Péter szobrával
- Szörcsey Elek és Ábrahám Árpád 1956-os mártírok emlékművé

Gelence
- Szent Imre-templom 14. századi freskókkal, 17. századi reneszánsz kazettás mennyezettel[1]
- Márton Áron mellszobra

## Marosszék
Marosvásárhely
- marosvásárhelyi vár

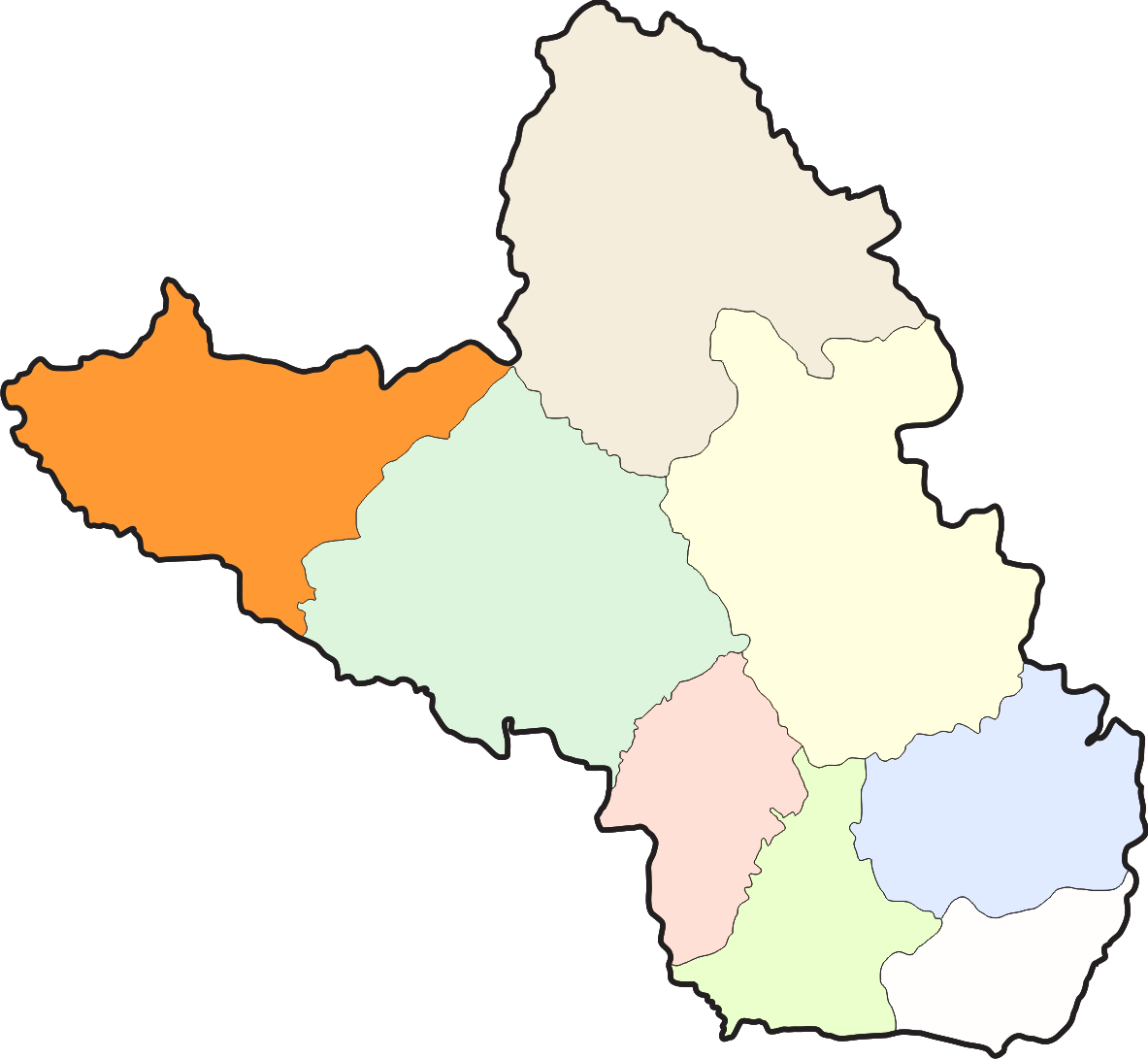
Marosszék

- református vártemplom, az Erdélyi Fejedelemség számos országgyűléseinek színhelye
- Borsos Tamás városbíró és Kőrösi Csoma Sándor szobrai
- Közigazgatási Palota
- Kultúrpalota
- Bolyai Farkas Elméleti Líceum szecessziós épülete
- Teleki-ház előtte Bernády György polgármester szobrával
- Teleki Téka, Erdély leghíresebb régi könyvgyűjteménye
- Bolyaiak szobra
- református temető, itt található Bolyai Farkas és Bolyai János síremléke
- Kistemplom
- Evangélikus templom
- Kiskatedrális
- Unitárius templom
- Keresztelő Szent János-templom
- Barátok temploma (Ferenc-rendiek tornya)
- Bob-templom
- Ortodox templom
- Zsinagóga
- Apolló-palota
- Bányai-ház
- Kendeffy-ház

Ákosfalva
- római katolikus templom

Bözödújfalu
- „Erdély Atlantisza” – a vízzel elárasztott falu templomromjai és emlékműve

Egrestő
- középkori református templom harangtoronnyal

Erdőszentgyörgy
- gótikus református templom kazettás mennyezettel és reneszánsz szószékkel, valamint Rhédey Klaudia grófnőnek, az angol királyi család ősének síremlékével
- Rhédey-kastély, bözödujfalusi emlékszoba és turisztikai központ működik benne

Gyulakuta
- gótikus, kazettás mennyezetes református templom
- kelementelki borospince
- híres helyi termék a gyulakutai csipke

Hármasfalu
- Székelyszentistván templomkertjében Szent István király mellszobra látható

Kibéd
- a falu a hagymatermesztéséről nevezetes (kibédi hagyma), ezenkívül a település a falusi vendéglátás központja a régióban

Marossárpatak
Teleki-kastély és kripta, valamint az egyedülálló Erdélyi fejedelmek szoborpark
Nagykend
- kukoricaháncs- vagy más néven csuhéművészet (babák, bútorok, kosarak), árusítás

Nyárádszentsimon
- tájház és mintagazdaság

Nyárádtő
- református és római katolikus templomok

Szentdemeter
- gótikus katolikus templom
- Schell-udvarház
- az augusztus 15-i szentdemeteri búcsú

Székelyvécke
- népi lakóházak

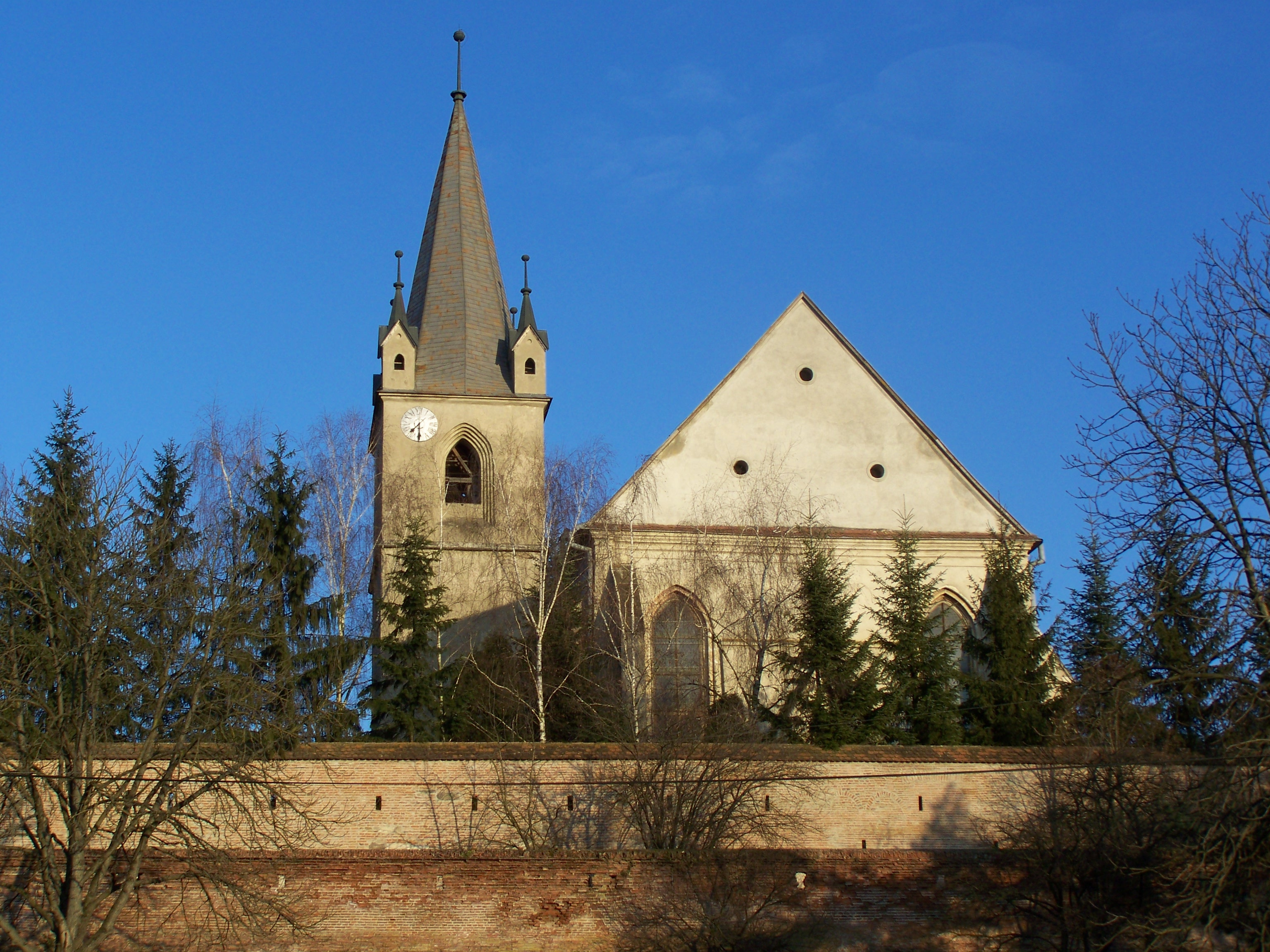
A marosvásárhelyi református vártemplom
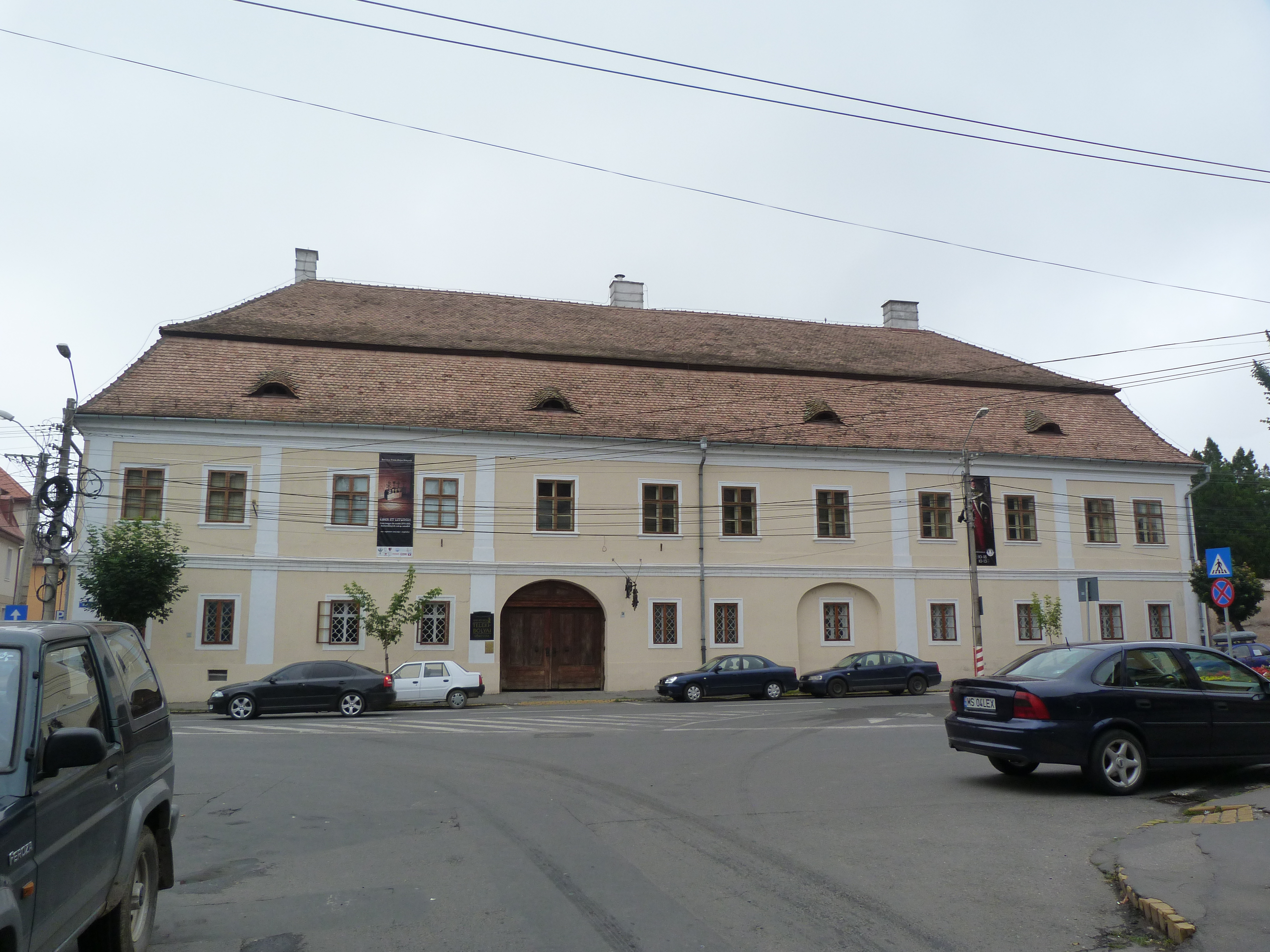
A marosvásárhelyi Teleki Téka
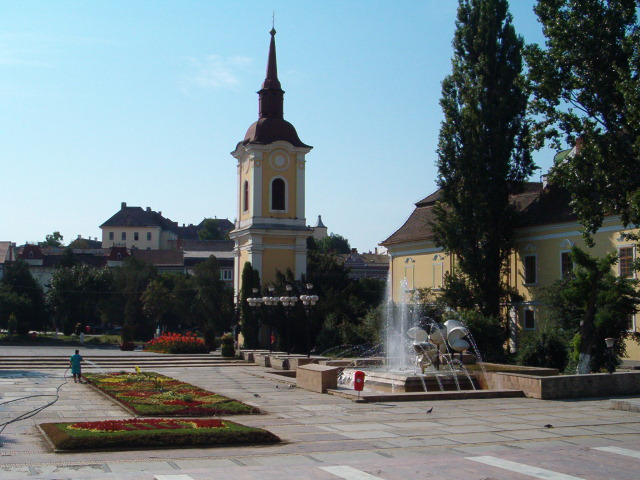
A marosvásárhelyi barátok templomának megmaradt tornya a Színház-tér felől
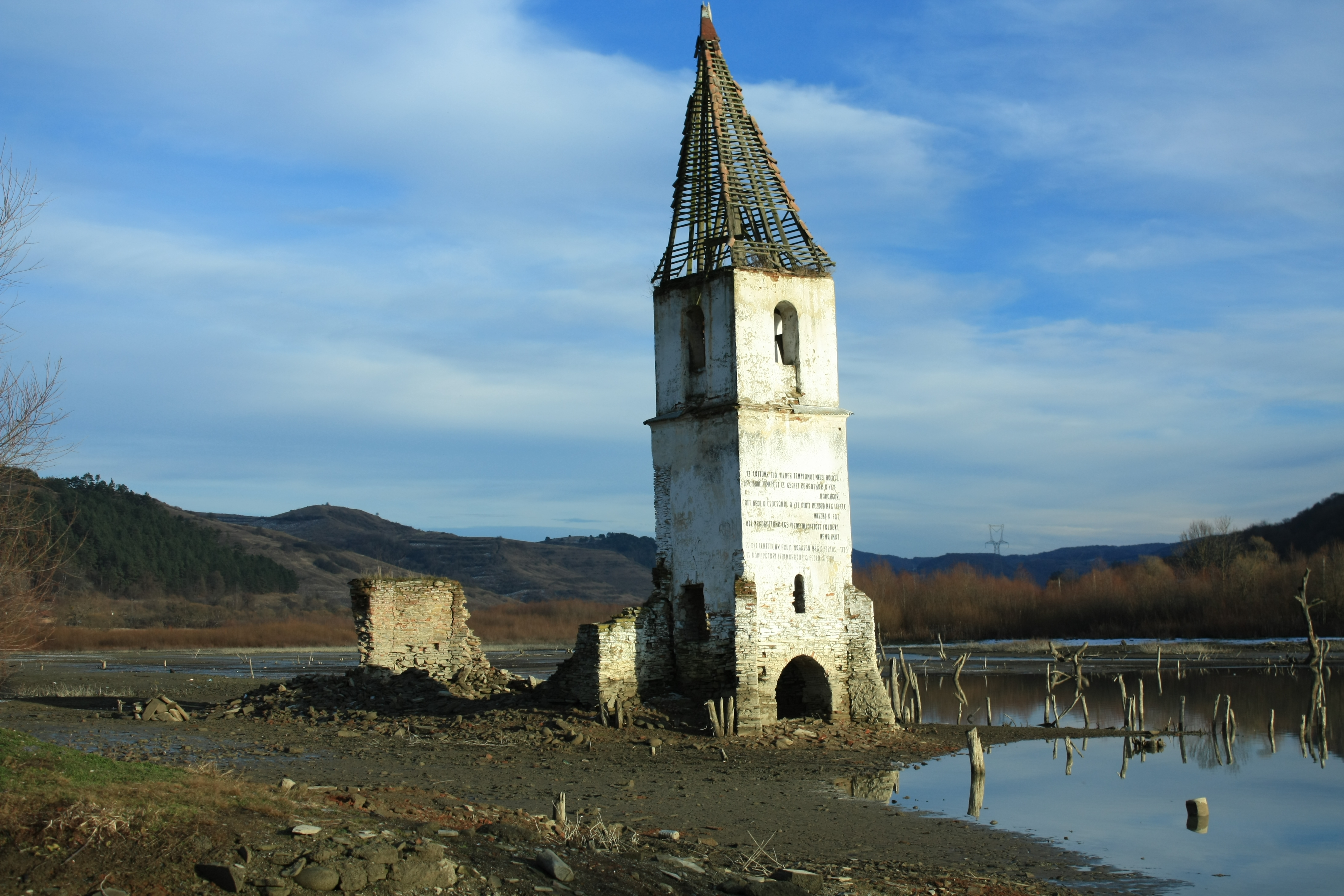
Bözödújfalu

## Orbaiszék

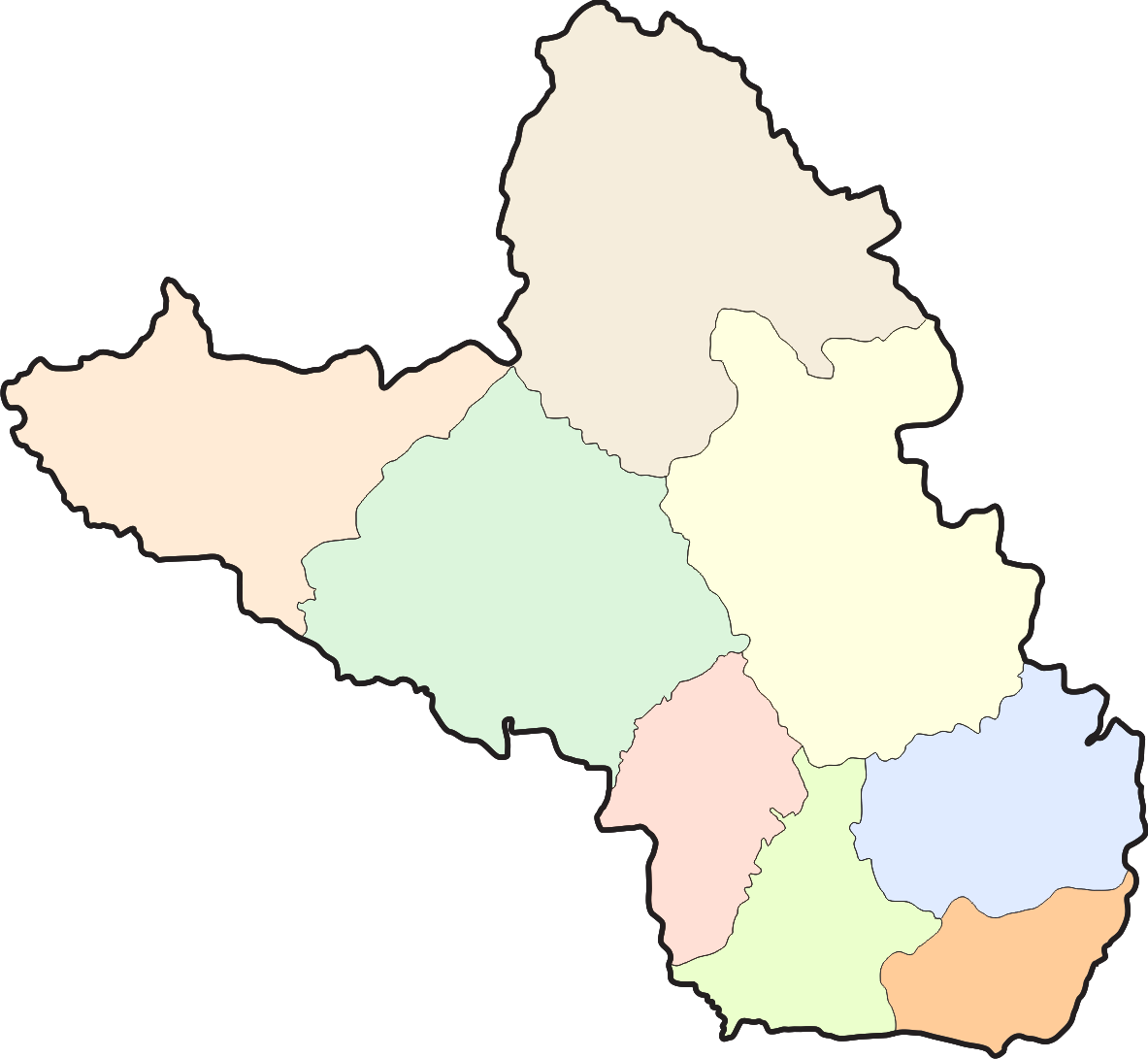
Orbaiszék

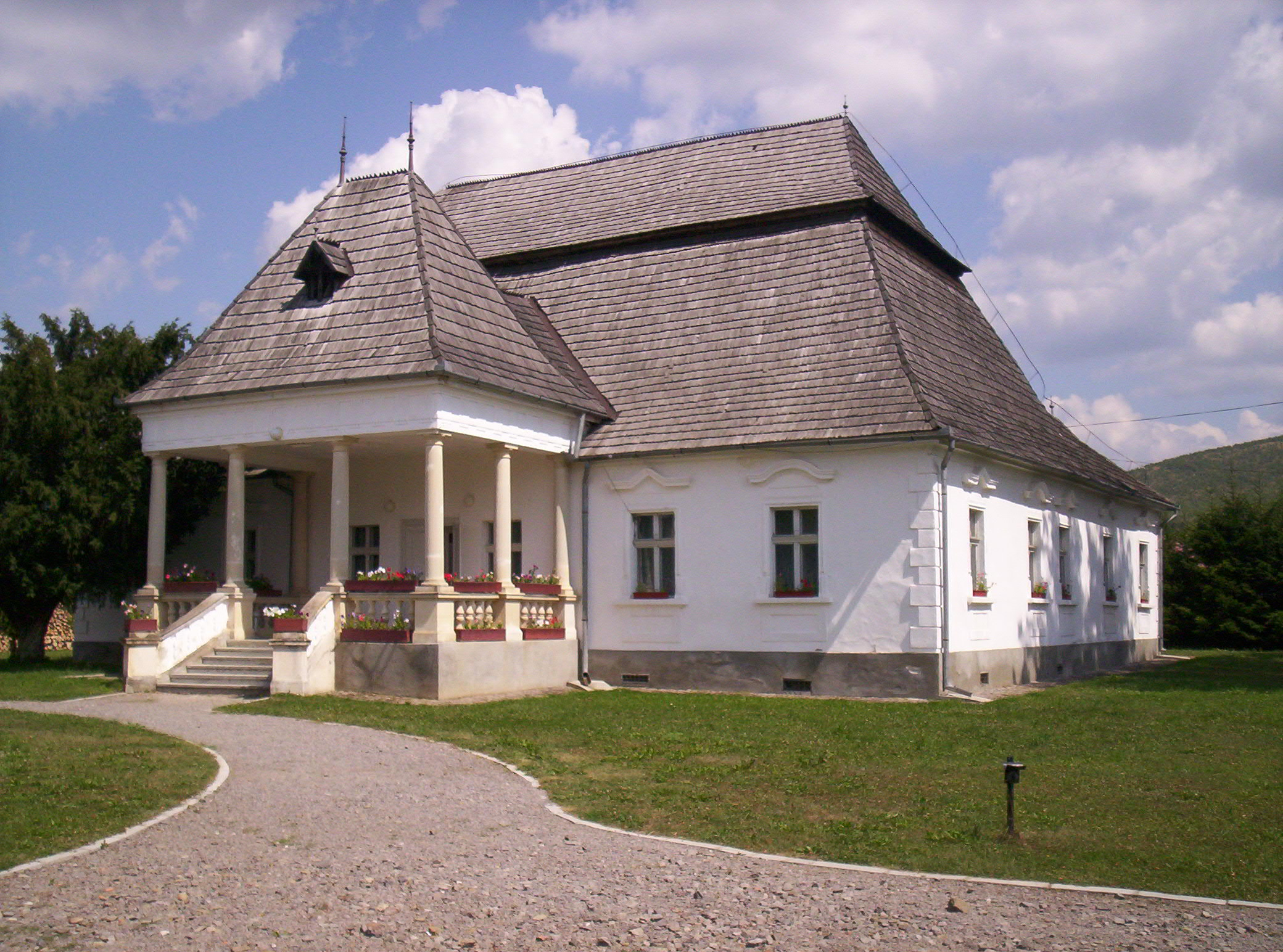
A zágoni Mikes Szentkereszty-kúria

Kommandó
- az egykori Kaszinó épülete

Kovászna
- tájjellegű fa parasztházak

Zágon
- Mikes–Szentkereszty-kúria

## Sepsiszék
Sepsiszentgyörgy

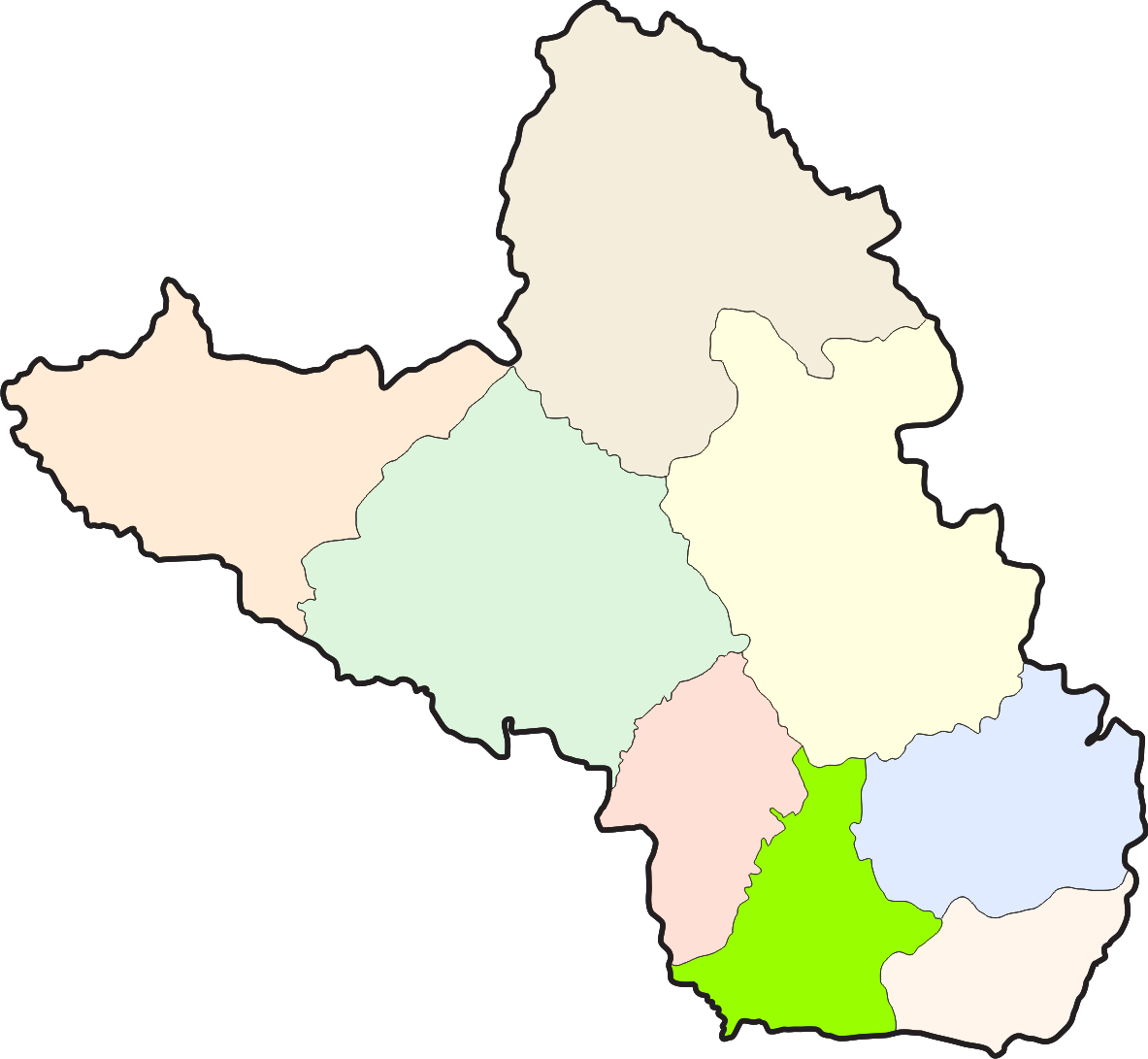
Sepsiszék

- Tamási Áron Színház és az 1848-as oroszlános emlékmű
- Sepsiszentgyörgyi református templom

Bölön
- unitárius erődtemplom
- Bölöni Farkas Sándor szobra és szülőháza

Dálnok
- református templom 16. századi rovásírásos felirattal
- Dózsa György szobra
- Berczási-kúria és arborétum
- lipicai ménes

## Udvarhelyszék
Székelyudvarhely

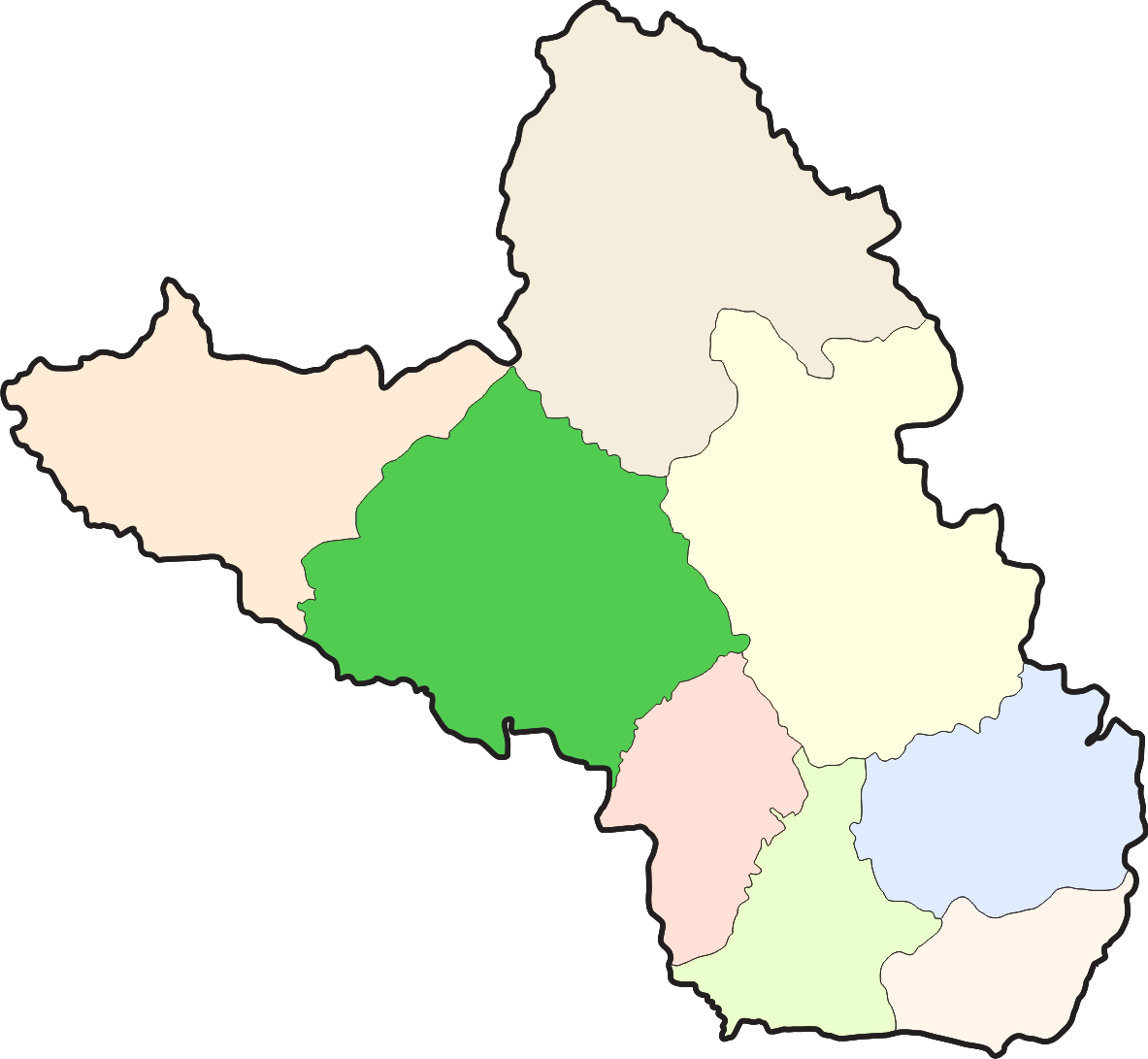
Udvarhelyszék

- Szent Miklós templom és Ferences templom („Barátok temploma”)
- Tamási Áron Gimnázium, mellette a névadó szobrával
- a szecessziós stílusú Benedek Elek Tanítóképző, mellette a névadó szobrával
- Kis Szent Teréz templom érdekes modern épülete
- a Főtéren Márton Áron és a székely katona („Vasszékely”) szobra
- az Emlékparkban Csaba királyfi, a nagy erdélyi fejedelmek, valamint Orbán Balázs szobra láthatók
- Székelytámadt vár
- Tompa László költő emlékháza
- a városhoz tartozó Szejkefürdőn található Orbán Balázs 13 székelykapuval díszített, kopjafás síremléke (székelykapu-múzeum), ahol minden év június utolsó hétvégéjén megrendezik a Szejke Napot, néptánc- és népviselet-bemutatókkal, hagyományos népi felvonulással

Bögöz
- 14. században épült református templom kazettás famennyezettel. Egyik falát középkori freskók borítják, rajtuk Szent László legendája, antiochiai Szent Margit vértanúsága, az utolsó ítélet és a megdicsőült Jézus a feje körül rovásírásos felirattal.

Énlaka
- unitárius templom 17. századi kazettás mennyezettel és rovásírásos emlékkel

Farkaslaka
- Tamási Áron szülőháza emlékkiállítással
- Tamási Áron-emlékműve és sírja

Felsősófalva
- XIII. századi templom rovásírásos kapulábbal
- a templom várfala alatt az I. és II. világháborúban elesett katonák emlékműve
- a Művelődési Ház homlokzatán a székely táncot ábrázoló dombormű
- működő vízimalom a Bakszeg utcában

Korond
- Székelyföld legjelentősebb fazekasközpontja. A hagyományos korondi színvilág a fehér alapon zöld, sárga és barna színek, bár az utóbbi időben szász hatásra elterjedt a fehér alapon kék minta is. Motívumok: életfa, indaleveleken álldogáló madárka, szarvas, díszes virágformák.
- a faluban a mai napig működik egy régi vízimalom

Máréfalva
- a régi galambdúcos székelykapukban leggazdagabb székelyföldi falu

Parajd
- falumúzeum történelmi kiállítással
- Áprily Lajos-emlékház
- Szekeres Lajos fafaragóműhelye

Sóvárad
- faluképéről, népi lakóházairól híres

Székelyderzs
- unitárius erődtemplom a Szent László-legendát ábrázoló 15. századi freskókkal – az UNESCO világörökségi listáján szerepel[2]

Székelykeresztúr
- Orbán Balázs Gimnázium
- Petőfi-emléktábla

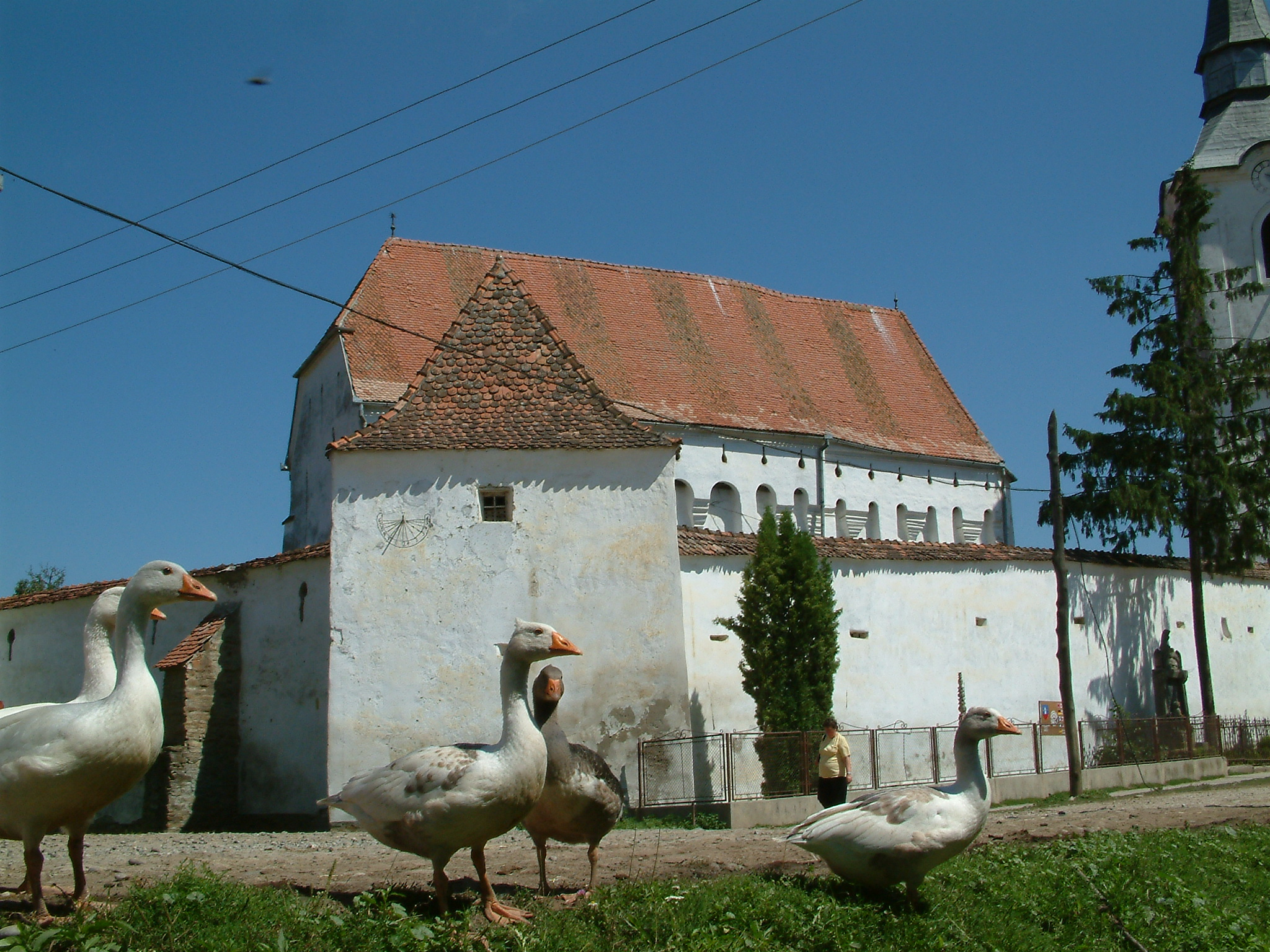
Székelyderzs erődtemploma – a székelyek világöröksége
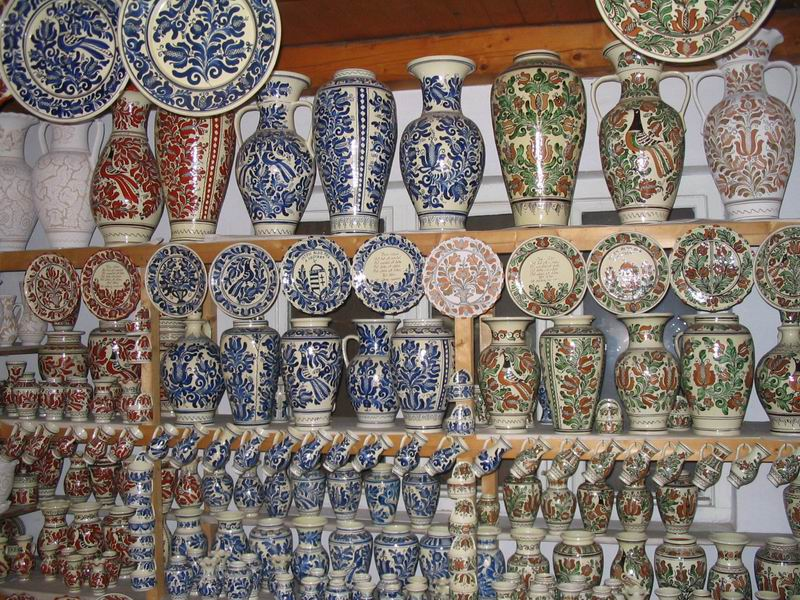
Eladásra kínált portéka egy korondi fazekasműhelyben
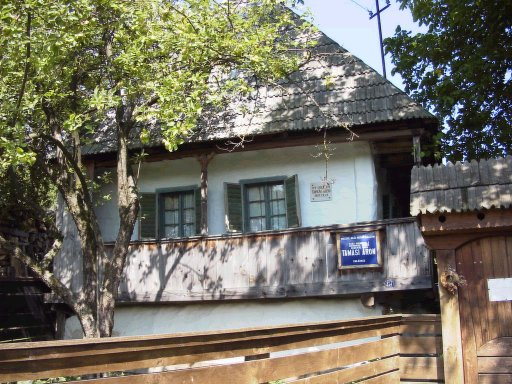
Tamási Áron szülőháza
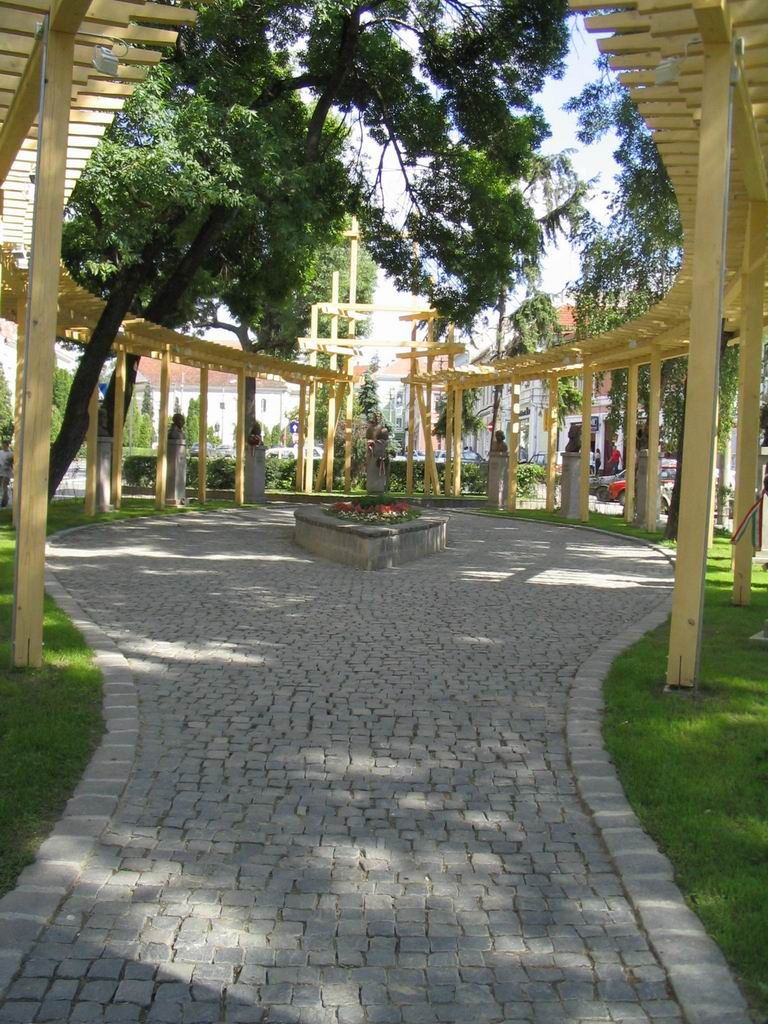
A székelyudvarhelyi Szoborpark
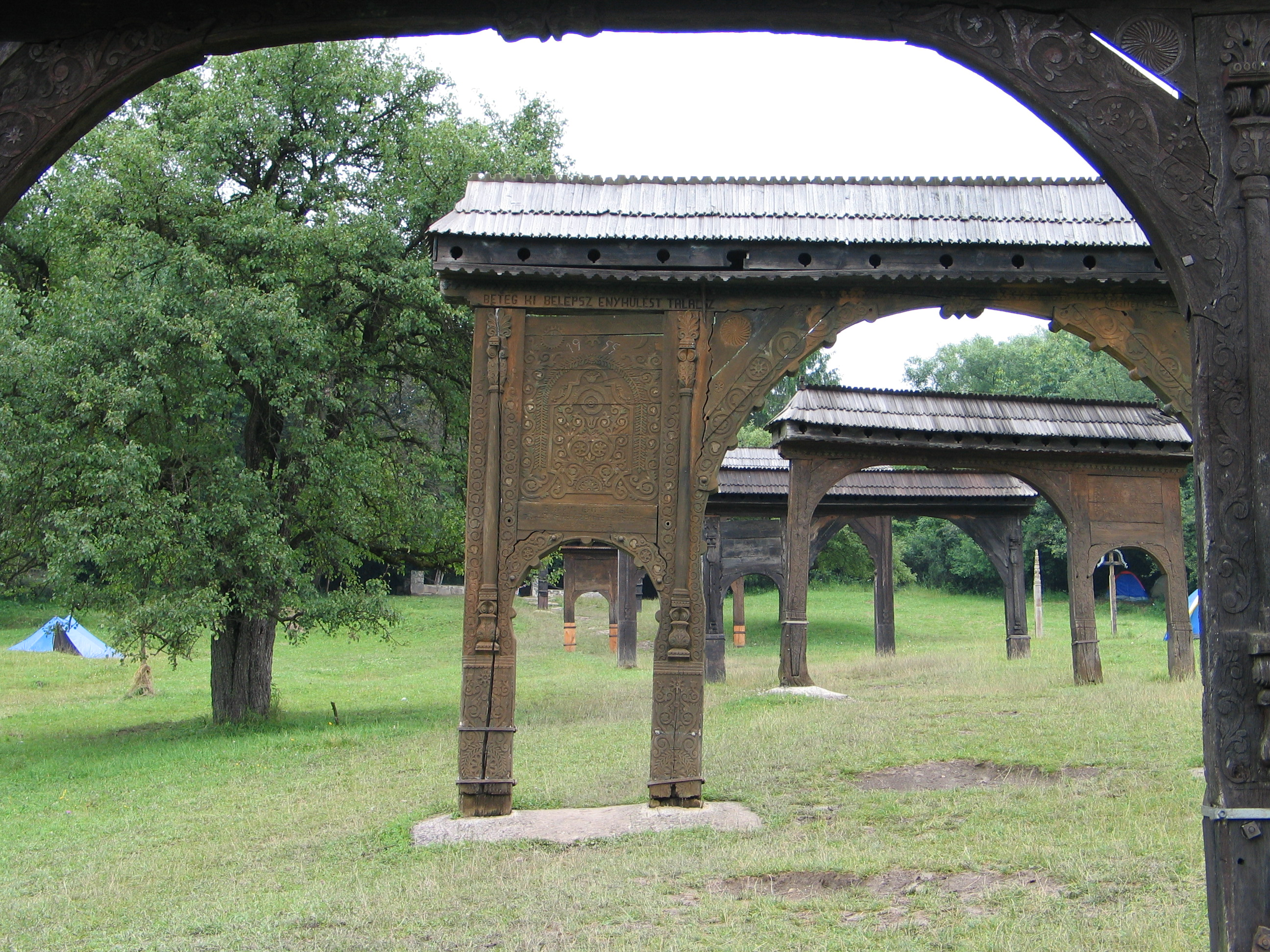
Székelykapuk Orbán Balázs síremlékénél
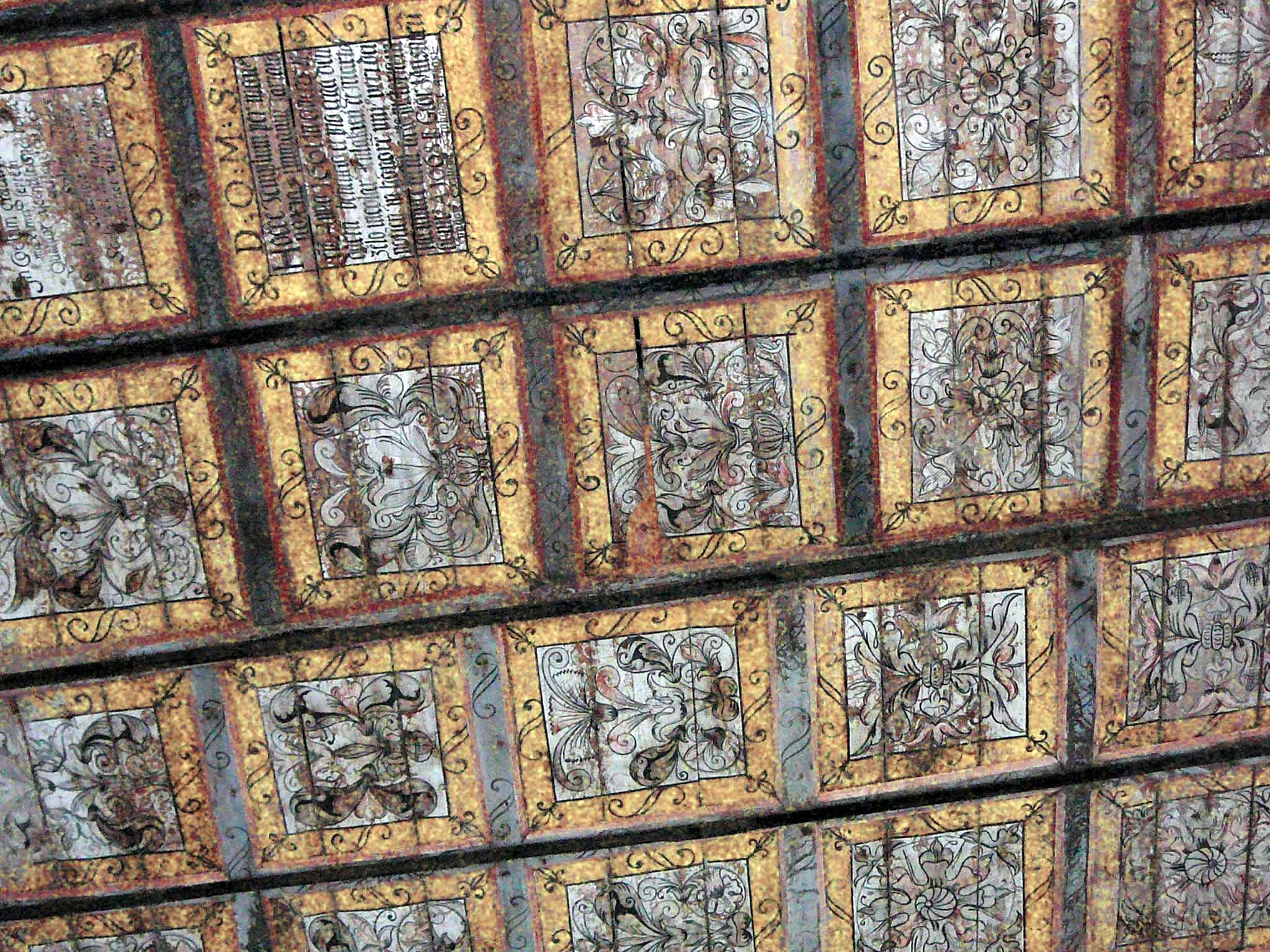
Az énlakai unitárius templom kazettás mennyezete